# 熱海殺人事件NEXT
『熱海殺人事件NEXT～くわえ煙草伝兵衛捜査日記』（あたみさつじんじけんネクスト～くわえたばこでんべえそうさにっき）は、「紀伊國屋つかこうへい復活祭」と銘打ち2011年2月に上演された舞台。演出はつかこうへいの後期作品を創ったプロデューサーでもある岡村俊一。2012年に再演され、今後、キャスト・スタッフも変貌を遂げながら上演し続ける予定である。

## ストーリー
主な登場人物は、タキシードを着た部長刑事（木村伝兵衛）と、地方からやってきた新任の刑事（熊田留吉）、木村の愛人の婦人警官（ハナ子）、恋人殺しの犯人（大山金太郎）の4人。物語の構図は、三流の犯人である大山金太郎を、木村伝兵衛が一流の犯人に育て上げる中で、新任の刑事、婦人警官、さらには木村自身も成長をしていくというもの。

## 解説
熱海殺人事件（あたみさつじんじけん）は、つかこうへいの初期の代表的戯曲。1974年に岸田國士戯曲賞を受賞した。また、1976年につかこうへい自身により小説化され、角川文庫で出版された。1986年には同タイトルで映画化もされた。舞台版は様々なバージョンが上演され変化しており、多くの俳優が挑戦してきた作品である。

## 公演

### 2011年
- 東京：2月4日 - 2月14日、紀伊國屋ホール

「チケット代は安くなくてはならない」という故人（つかこうへい）の遺志に従い、紀伊國屋ホールの公演としては破格の2500円で上演され（※2011年公演のみ）、チケットは30分で完売した。
 キャスト 
- 木村伝兵衛：山崎銀之丞
- 片桐ハナ子：長谷川京子
- 大山金太郎：柳下大
- 熊田留吉：武田義晴

スタッフ 
- 演出：岡村俊一
- 作：つかこうへい
- 音響：山本能久
- 照明：松林克明
- 音楽：からさきしょういち
- 映像：ムーチョ村松
- 衣裳：山下和美
- 舞台監督：尾崎裕
- イラスト：和田誠
- 宣伝美術：榎本太郎
- 宣伝：河口祐子（U+）
- 制作：藤井佳
- プロデューサー：菅野重郎、島袋潤

### 2012年
- 東京：4月6日- 15日、紀伊國屋ホール
- 福岡：4月18日、キャナルシティ劇場
- 大阪：4月21日- 22日、森ノ宮ピロティホール

キャスト 
- 木村伝兵衛：山崎銀之丞
- 片桐ハナ子：長谷川京子
- 熊田留吉：武田義晴
- 大山金太郎：中村蒼

スタッフ 
- 演出：岡村俊一
- 作：つかこうへい
- 音響：山本能久
- 照明：松林克明
- 音楽：からさきしょういち
- 映像：ムーチョ村松
- 衣裳：山下和美
- 舞台監督：森和貴
- イラスト：和田誠
- 宣伝美術：榎本太郎
- 宣伝：河口祐子（U+）
- 制作：藤井佳
- プロデューサー：菅野重郎、島袋潤